# Nová Ves I
Nová Ves I – gmina w Czechach, w powiecie Kolín, w kraju środkowoczeskim. Według danych z dnia 1 stycznia 2013 liczyła 1 120 mieszkańców.

## Podział gminy
- Nová Ves I
- Ohrada

## Galeria

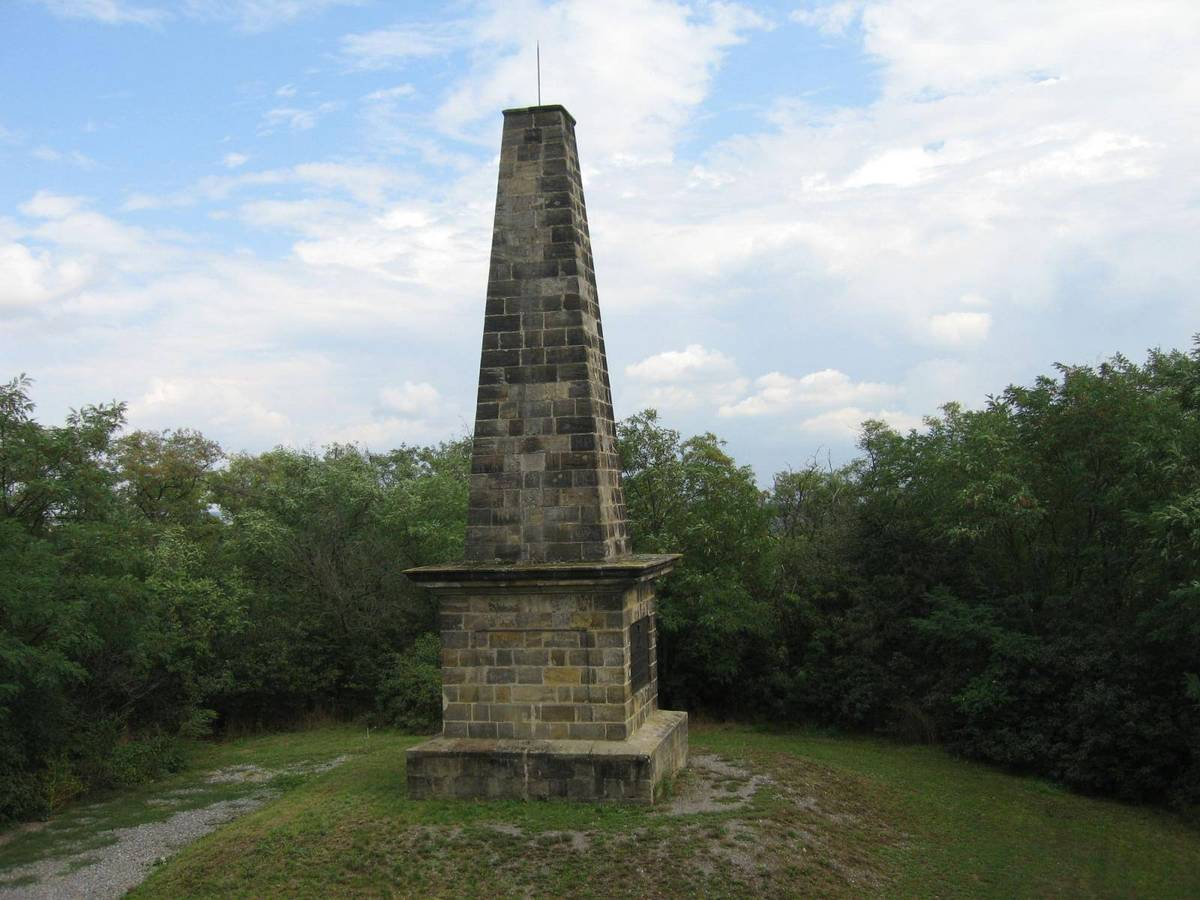
Pomnik bitwy pod Kolín
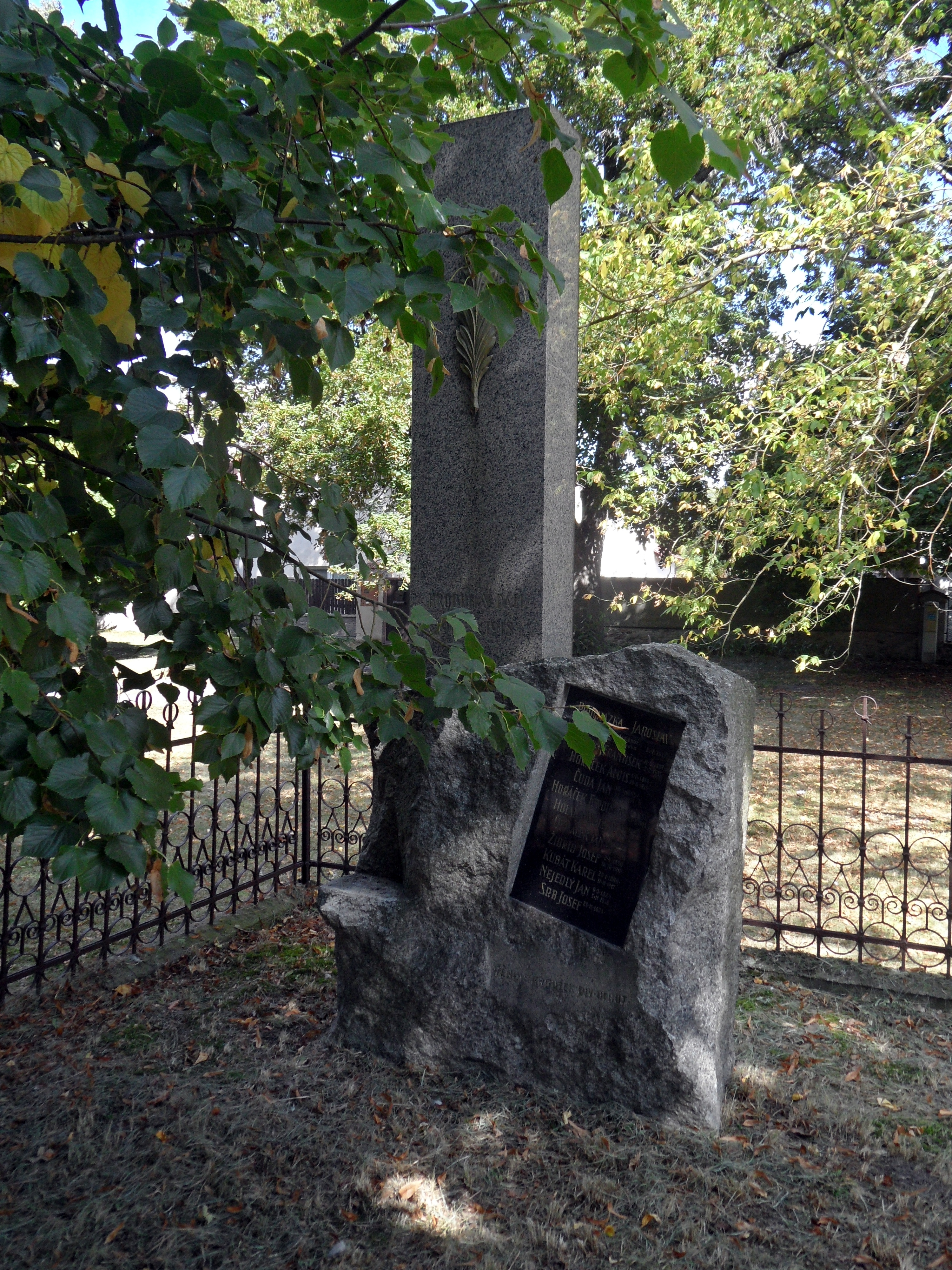
Pomnik upamiętniający ofiary wojny
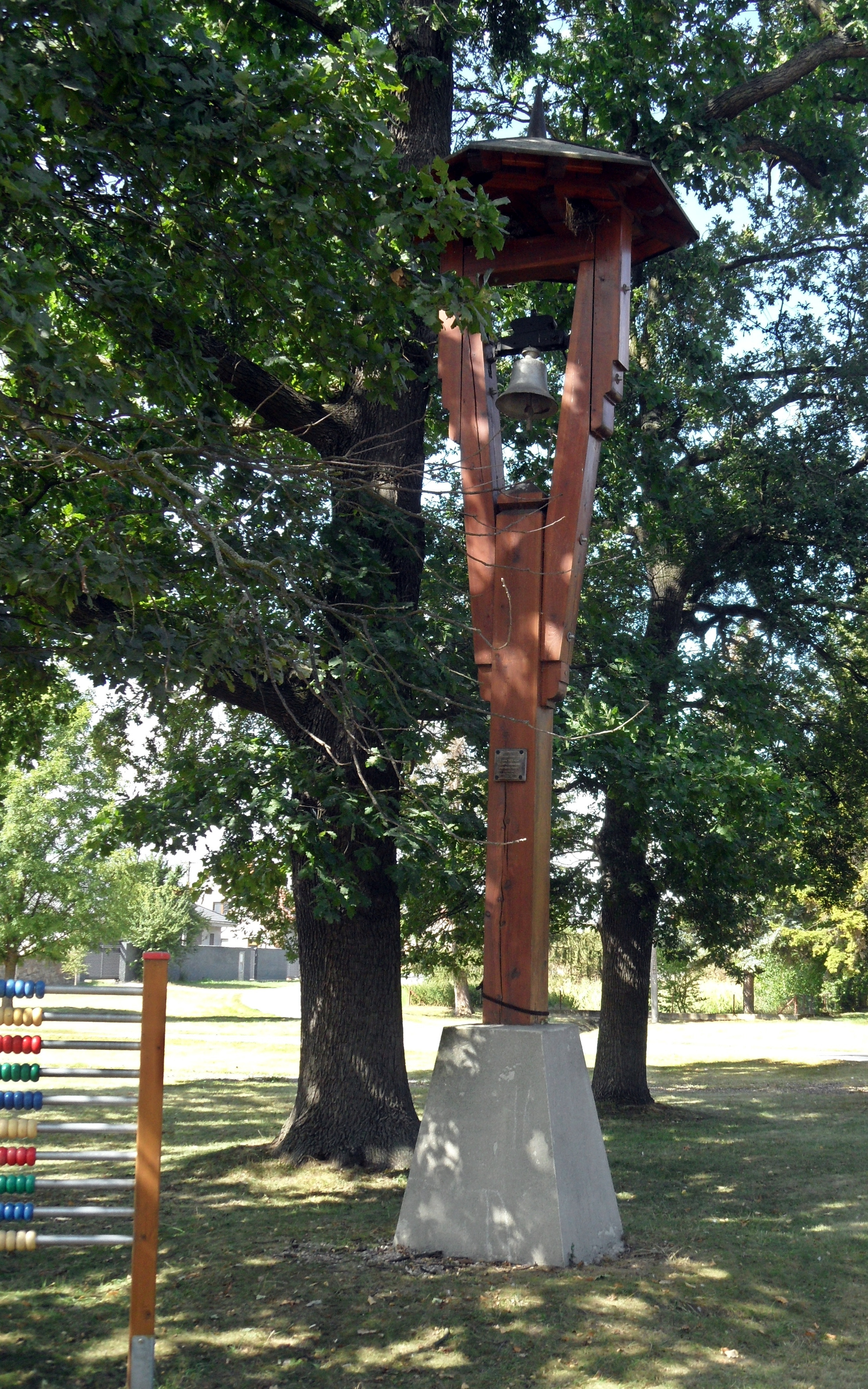
Dzwonnica